# 尾形敏幸
尾形 敏幸（おがた としゆき、1956年 - ）は、日本の作曲家。東京都生まれ。

## 来歴
東京学芸大学教育学部卒業、同大学院修了。和声・対位法を尾高惇忠、作曲を矢代秋雄、甲斐説宗、三善晃に師事した。1979年に、混声合唱曲「虹の輪」で笹川賞創作曲コンクール合唱部門1位受賞。1980年に、女声合唱曲「憩らひ―薊のすきな子に―」で朝日作曲賞の前身である「創作合唱曲公募」入選。混声合唱曲「浅き春に寄せて」で神奈川県芸術祭合唱創作コンクール第1位。1997年に、無伴奏混声合唱のための「上代歌謡抄」で平成9年度文化庁舞台芸術創作奨励特別賞受賞。
現在は玉川大学芸術学部講師（作曲法）および洗足学園大学講師を務める。

## 主要作品

### 合唱
- 混声合唱曲「虹の輪」(1979)
- 女声合唱曲「憩らひ-薊のすきな子に-」(1980)(昭和55年度全日本合唱コンクール課題曲)
  - 後に"女声合唱とピアノのための「映像Ⅰ」"に収録される。
- 混声合唱組曲「風に寄せて」(1983)
- 混声合唱曲「アダジオ」(1983)(平成6年度全日本合唱コンクール課題曲)
- 混声合唱とピアノのための「五つのギリシャ的抒情詩」(1985)
- 混声合唱曲「シャンパン」(1986)
- 「いま」(1989/第56回NHK全国学校音楽コンクール高等学校の部課題曲)
- 混声合唱組曲「春のために」(1989)
- 混声合唱とピアノのための組曲「海へのオード」(1989)
- 混声合唱とピアノのための「肖像」(1990)
- 混声合唱組曲「星ふる夜の歌」(1991)
- 女声合唱とピアノのための組曲「光の生誕」(1994)
- 混声合唱とピアノのための「抒情小曲集」(1995)
- 混声合唱曲「合唱」(1995)
- 無伴奏混声合唱のための「上代歌謡抄」(1997)
- 混声合唱曲「愛の歌」(1998)
- 混声三部合唱曲「原初」(1999)
- 混声三部合唱曲「夕焼け」(1999)
- 混声合唱とピアノのための「光る道」(2006)
- 女声合唱とピアノのための10のPOP SONGS「いのちのわけ」(2006)
- 混声合唱とピアノのための「4つのポエム」(2008)
- 童声合唱とピアノのための「夕空から」(2008)

### 器楽、その他
- オーケストラとピアノのための「CONFIGURATION－星位－」(1980)
- 弦楽とピアノのための「Amorphous」(1982)
- ウィンドアンサンブルのための「CARNAVAL」(1983)
- ピアノ・ソナタ第2番「水晶の典礼」(1987)
- 邦楽器群のための「豊饒なる国のはてで」(2001)
- ピアノソロのための「鏡のメタモルフォーゼ」(2002)
- 管弦楽のための「いま時が傾いて」(2005)
- 5人の邦楽器奏者のための「寓懐あまつかぜ」(2007)